# 格兰河 (纳厄河支流)
49°46′33″N 7°42′51″E / 49.77583°N 7.71417°E

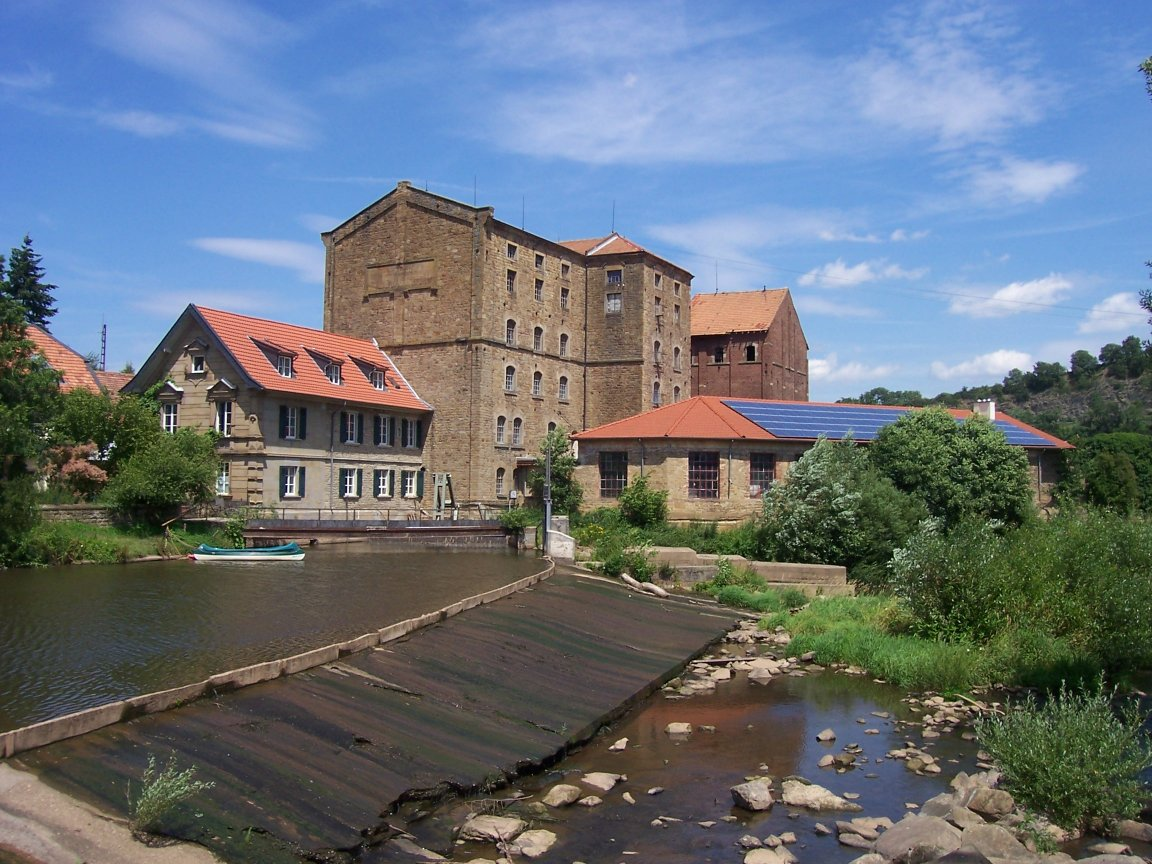

格蘭河（德語：Glan，德語發音：[ɡlaːn] ⓘ）是德國的河流，位於該國西南部，屬於纳厄河的右支流，河道全長68公里，發源自洪堡，河道全長68公里，流經阿尔滕格兰、格兰-明希韦勒、劳特埃肯和迈森海姆，河口處在巴特索伯恩海姆附近的格兰河畔奥登海姆。